# US Open 2025 − Individual masculí
L'italià Jannik Sinner era el defensor del títol.